# Charles Douglas, 6:e markis av Queensberry
Charles Douglas, 6:e markis av Queensberry, 1:e baron Solway, 5:e baronet, född i mars 1777, död den 3 december 1837, var en skotsk politiker; han satt i parlamentet från 1812.
Han var son till William Douglas, 4:e baronet och Grace Johnstone. Han ärvde faderns baronetvärdighet, och blev själv adlad baron Solway. Hans främsta titel, markis av Queensberry, ärvde han 1810 efter sin avlägsne släkting William Douglas, 5:e markis av Queensberry.

## Familj
Charles Douglas gifte sig 1803 i London med lady Caroline Scott (1774–1854), dotter till Henry Scott, 3:e hertig av Buccleuch och lady Elizabeth Montagu, med vilken han hade följande barn: 
- Lady Louisa Anne Douglas (d. 1871) gift med Thomas Charlton Whitmore
- Lady Harriet Christian Douglas (d. 1902) gift med Rev. Augustus Duncombe
- Lady Jane Margaret Mary Douglas (d. 1881) gift med Robert Johnstone-Douglas
- Lady Elizabeth Katinka Douglas (d. 1874) gift med Henry S:t George Foote
- Lady Anne Georgina Douglas (d. 1899) gift med Charles Stirling-Home-Drummond-Moray
- Lady Mary Elizabeth Douglas (1808–1888) gift med Rev. Thomas Wentworth Gage

Eftersom han endast hade döttrar ärvdes markisatet 1837 av brodern John Douglas, 7:e markis av Queensberry.